# Lozničko Polje
Lozničko Polje (em cirílico: Лозничко Поље) é uma vila da Sérvia localizada no município de Loznica, pertencente ao distrito de Mačva, na região de Podrinje Jadar. A sua população era de 7327 habitantes segundo o censo de 2011.

## Demografia
| 1948  | 1953  | 1961  | 1971  | 1981  | 1991  | 2002  | 2011  |
| ----- | ----- | ----- | ----- | ----- | ----- | ----- | ----- |
| 1 251 | 1 712 | 3 033 | 5 075 | 6 094 | 7 188 | 7 922 | 7 327 |